# منتخب اليونان تحت 19 سنة لكرة القدم
منتخب اليونان تحت 19 سنة لكرة القدم (باليونانية: Εθνική Νέων Ελλάδας)‏ هو ممثل اليونان الرسمي في المنافسات الدولية في كرة القدم في فئة كرة قدم للرجال تحت 19 سنة، يديريه الاتحاد الإغريقي لكرة القدم.